# Glycaspis monita
Glycaspis monita är en insektsart som beskrevs av Moore 1970. Glycaspis monita ingår i släktet Glycaspis och familjen rundbladloppor. Inga underarter finns listade i Catalogue of Life.